# 瀬戸インターチェンジ (熊本県)
瀬戸インターチェンジ（せとインターチェンジ）は、熊本県天草市志柿町上瀬戸にある熊本天草幹線道路（本渡道路）のインターチェンジである。

## 道路
- 熊本天草幹線道路（本渡道路）

## 接続する道路
- 国道324号

## 周辺観光地
- 天草瀬戸大橋

## 隣
熊本天草幹線道路（本渡道路）
本渡港IC - 瀬戸IC